# 港鐵競步賽
港鐵競步賽（前稱地鐵競步賽）為港鐵與香港業餘田徑總會合作舉辦、每年一度的競步比賽。第一屆競步賽由合併前的香港地鐵於2005年舉辦，當時的競步大使為房祖名和鄭文雅，後來則由方力申代替房祖名擔任大使。

## 外部連結
- 港鐵競步賽  （页面存档备份，存于）
- 港鐵競步賽 2010